# The Creeping Creatures
Chapter 2: The Creeping Creatures (Capítulo 2: Los Cocodrilos en América Latina, y Las criaturas de la noche en España), es el segundo episodio de la primera temporada de la serie de televisión animada Scooby-Doo! Misterios, S. A..
El guion principal fue elaborado por Jed Elinoff y Scott Thomas, con Michael Borkowski a cargo del guion gráfico y Curt Geda a cargo de la dirección general. El episodio fue producido por la compañía Warner Bros. Animation, a manera de secuela de la serie original de Hanna-Barbera Productions, Scooby-Doo ¿dónde estás? (1969).
Se estrenó oficialmente en los Estados Unidos el 19 de julio de 2010 por Cartoon Network. En Hispanoamérica y Brasil, el episodio se estrenó oficialmente el 13 de marzo de 2011 a las 17:00 a través de Cartoon Network.

## Argumento
En el desolado pueblo de Gatorsburg, una ciudad ubicada a 3 millas de Gruta de Cristal que solo tiene 3 habitantes. Una familia que va camino a Nueva York se detiene para tomar gasolina, y la hija más pequeña va por su perro Pétalos que había salido del auto. De repente, tres criaturas mitad hombre y mitad cocodrilo, de verdes escamas, escalofriantes dientes, ojos rojos y garras afiladas, salen de las sombras y atacan a la niña, que huye aterrorizada junto con sus padres.

Vilma, Shaggy, Fred, Daphne y Scooby-Doo están sentados en la sala de la casa de Freddy, aburridos por no haber tenido un misterio que resolver en mucho tiempo. Daphne descubre que a Fred le gusta leer una revista llamada "Trampas ilustradas", y él agrega que de ahí sacó la idea para una nueva trampa que puso a fuera de su casa, en la cual queda atrapado un mensajero que traía una extraña caja para Fred. Dentro había una nota enviada por el Señor E, entregándoles un bolso hecho de pura piel de cocodrilo de Gatorsburg, y diciéndoles que la guarden por si la necesitan. Vilma les cuenta la historia de Gatorsburg, un lugar salvaje descubierto en el siglo XIX durante la famosa fiebre del oro del viejo Oeste norteamericano. Los mineros encontraron miles de cocodrilos y decidieron fundar todo un pueblo cuya industria girase alrededor del comercio de productos hechos con su piel, convirtiendo a su ciudad en el monopolio de manufacturación de pieles más rico de la región.

Pero poco a poco, las "minas" o "pozos de cocodrilos" se fueron acabando, hasta que la ciudad se quedó desierta, y ahora es un pueblo fantasma. Queriendo averiguar de donde provino el bolso y si todos los cocodrilos realmente se han ido, los chicos se dirigen a Gatorsburg, listos para resolver un nuevo misterio. Al llegar se separan para buscar pistas: Fred y Daphne se van juntos como siempre, dejando a Shaggy, Vilma y Scooby por su cuenta. Vilma quiere pasar tiempo a solas con Shaggy, pero él aún no quiere decirle a nadie sobre su relación, por lo que Vilma se enoja con él.

Sin haber encontrado nada, los chicos deciden regresar a Gruta de Cristal, pero descubren que el motor de la Máquina del Misterio ha desaparecido. Un hombre cocodrilo mecánico parlante les dice que no puede mandar a pedir un motor nuevo y que tendrían que quedarse esa noche en el pueblo. Los chicos, habiendo llamado a sus padres (quienes no pudieron recogerlos) deciden pasar la noche en el hotel de la hermana del mecánico, Greta Cocodrilo. Greta y su hijo Gunther (dueños y administradores del hotel del Cocodrilo Somnoliento) no están contentos con su llegada, pero igual les dan dos habitaciones, y también tres reglas:
1. Chicos y chicas en cuartos separados (lo que significa que Daphne y Vilma dormirán en un cuarto y Fred, Shaggy y Scooby en el otro).
2. No dejar sus cuartos, sin importar lo que oyeran, incluyendo gritos, aullidos, golpes, garras y cualquier cosa que suene como un cuerpo siendo arrastrado por el duro y frío suelo.
3. No se permiten mascotas (esto quiere decir que Scooby se ve obligado a dormir en la Máquina del Misterio).

Casi inmediatamente, Vilma, luego de arreglarse el pelo, viola las reglas saliéndose de su cuarto para verse a escondidas con Shaggy. Este, sintiéndose preocupado por el bienestar de su mejor amigo, también deja su cuarto, encontrándose con Vilma en el pasillo del hotel, y para contentarla, le dice que estaba yendo a verla a ella. Vilma lo tranquiliza diciéndole que Scooby está bien, y ambos pasan tiempo solos. Daphne va a la habitación de los chicos a buscar a Vilma, y Fred le regala un recuerdo del tiempo que han pasado juntos: un álbum con fotos de... todas las trampas que han usado para capturar fantasmas. Mientras tanto, en medio de la noche, Scooby es atacado por tres hombres cocodrilo (uno musculoso, una cocodrilo femenina azul y uno pequeño) que lo persiguen hasta el cuarto donde están Daphne y Fred. Los tres intentan en vano escapar, hasta que las luces se apagan y eso les da oportunidad de huir.

Al otro lado, en el cuarto de Vilma y Daphne, Vilma y Shaggy al fin tienen un momento de intimidad y están a punto de besuquearse, pero justo en ese momento el resto de la pandilla los interrumpe. La gente cocodrilo casi atrapa a Vilma, pero Shaggy la salva y todos huyen del pueblo empujando la Máquina del Misterio. Cuando los hombres cocodrilo los ven salir de la ciudad, se quedan inmóviles, sin perseguirlos o devorarlos. Fred se percata que las criaturas solo los querían sacar del pueblo y nada más, así que vuelven a entrar a Gatorsburg para averiguar por qué. A distancia, ven a la gente cocodrilo cargando un bote con productos hechos de piel de cocodrilo. Daphne (que es alérgica a la piel de animal falsa) les dice a los chicos que todo es falsificado: todos los productos son imitaciones. Usando una de las trampas de Fred, logran capturar a los tres cocodrilos. Al llegar la policía, finalmente es revelado que las aterradoras criaturas eran en realidad... ¡Greta, Grady y Gunther Cocodrilo! Siendo los únicos y últimos habitantes del pueblo, tenían que hacer algo para mantener a Gatorsburg y mantenerse ellos, ya que se habían quedado sin cocodrilos. Hicieron productos falsos vendiéndolos como originales, y crearon criaturas para que nadie sospechara, ya que la falsificación es algo ilegal.

El Sheriff Stone los arresta (sin importarle no tener autoridad en Gatorsburg) y se los lleva, ignorando a la pandilla, que le pide que los lleve de regreso a Gruta de Cristal ya que su camioneta no tiene motor. Pero al voltear a verla, encuentran que la Máquina del Misterio está perfectamente arreglada, y junto a ella una nota, en la que el Señor E les agradece por haber venido a Gatorsburg, y les advierte que estén alertas. «Aún hay más misterios por resolver, esta es solo una pieza del rompecabezas» son las palabras finales del desconocido. Mientras el episodio acaba, los chicos quedan bajo la lluvia consternados por el mensaje. Los truenos asustan a Vilma, por lo que Shaggy le toma la mano para confortarla.